# 巴隆-圣马尔
巴隆-圣马尔（法語：Ballon-Saint Mars，法語發音：[balɔ̃ sɛ̃ maʁ]）是法国萨尔特省的一个市镇，属于勒芒区。该市镇于2016年由原市镇巴隆和圣马尔苏巴隆合并而成，行政中心位于巴隆。

## 地理
巴隆-圣马尔（48°10'33"N, 0°14'7"E）面积31.61 平方千米，位于法国卢瓦尔河地区大区萨尔特省，该省份为法国西北部内陆省份，北起顺时针与奥恩省、厄尔-卢瓦省、卢瓦-谢尔省、安德尔-卢瓦尔省、曼恩-卢瓦尔省和马耶讷省接壤，是法国大西部的入口，连接卢瓦尔河谷、布列塔尼和巴黎盆地。
与巴隆-圣马尔接壤的市镇（或旧市镇、城区）包括：苏利涅苏巴隆、泰耶、卢塞苏巴隆、蒙比佐、博费、梅济耶尔叙蓬图安、库尔瑟蒙、库尔瑟伯夫。
巴隆-圣马尔的时区为UTC+01:00、UTC+02:00（夏令时）。

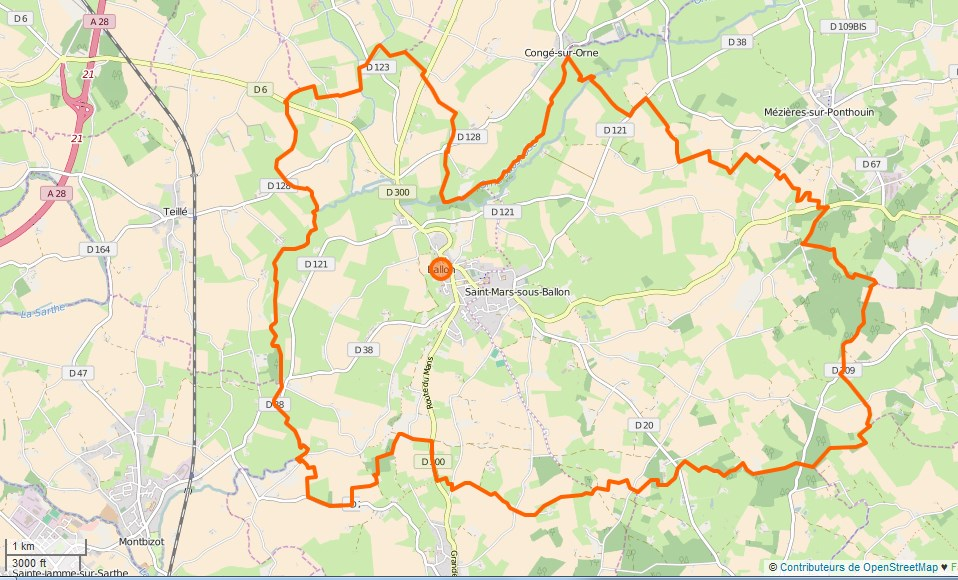
巴隆-圣马尔的OSM定位图

## 行政
巴隆-圣马尔的邮政编码为72290，INSEE市镇编码为72023。

## 政治
巴隆-圣马尔所属的省级选区为博内塔布勒县。

## 人口
巴隆-圣马尔于2022年1月1日时的人口数量为2270人。